# Мохамед Занаті
Мохамед Занаті (1 лютого 1984) — єгипетський плавець.
Учасник Олімпійських Ігор 2008 року.
Призер Чемпіонату світу з водних видів спорту 2007 року.